# Warner Mack
Warner Mack (* 2. April 1935 als Warner MacPherson in Nashville, Tennessee; † 1. März 2022 ebenda) war ein US-amerikanischer Country-Sänger und Songwriter, der seine größten Erfolge in den 1960er Jahren hatte.

## Leben

### Anfänge
Der in Nashville – dem Zentrum der Country-Musik – geborene Warner MacPherson wuchs in Vicksburg, Mississippi auf. Als überdurchschnittlich guter Sportler stand er kurz vor einer Karriere als Baseballprofi, entschied sich dann aber für die Musik. Sein Einstieg ins Musikgeschäft gelang mit einem Engagement bei der Louisiana Hayride Show. Zusätzlich arbeitete er in einer Autoreifenfabrik und als Ansager bei einer Radiostation. Später wechselte er zur Ozark Jubilee Show.

### Karriere
1957 zog er nach Nashville und schloss mit Decca einen Schallplattenvertrag ab. Eine Sekretärin verstand seinen Namen falsch, und so wurde aus Warner MacPherson Werner Mack. Bereits sein erster Song, die Eigenkomposition Is It Wrong (For Loving You), konnte sich in der Country-Top-10 platzieren. Danach hatte Mack mit dem Rockabilly-Song Roc-A-Chica einen weiteren, wenn auch kleinen, Hit. Es folgte eine längere Durststrecke ohne Charterfolge. 1961 wechselte Mack zu Kapp Records, wo mehrere Alben produziert wurden. Schließlich kehrte er zu Decca zurück. 1963 gelang ihm mit Sittin’ in an All Nite Cafe ein Top-10-Hit.
Nach einem schweren Autounfall, der ihn für mehrere Monate außer Gefecht setzte, schaffte er 1965 mit The Bridge Washed Out seinen größten Hit. Der Song hielt sich mehr als sechs Monate in den Charts und rückte bis auf Platz eins vor. Es folgte eine lange Serie von Top-10- und Top-20-Hits, die bis Anfang der 1970er Jahre anhielt. 1973 verließ er Decca. Nach einer Pause von vier Jahren schloss er sich Pageboy Records an, wo ihm noch einige kleinere Hits gelangen. Seine Songs waren aber weiterhin gefragt. Im Laufe seiner Karriere komponierte er mehr als 200 Titel, von denen mehrere Spitzenplätze der Country-Charts erreichten.
Warner Mack starb am 1. März 2022 im Alter von 86 Jahren in seiner Geburtsstadt.

## Diskografie

### Alben
| Jahr | Titel                           | Label |
| ---- | ------------------------------- | ----- |
| 1965 | The Bridge Washed Out           | Decca |
| 1966 | The Country Touch               | Decca |
| 1967 | Drifting Apart                  | Decca |
| 1967 | Songs We Sang In Church & Home  | Decca |
| 1968 | The Many Moods Of Warner Mack   | Decca |
| 1969 | The Country Beat of Warner Mack | Decca |
| 1969 | I’ll Still Be Missing You       | Decca |
| 1970 | Love Hungry                     | Decca |
| 1971 | You Make Me Feel Like A Man     | Decca |